# Turmhügel Herrngiersdorf
Der Turmhügel Herrngiersdorf befindet sich in der Gemeinde Herrngiersdorf im niederbayerischen Landkreis Kelheim. Die Turmhügelburg (Motte) liegt etwa 280 m östlich vom Ortsmittelpunkt in einem Wäldchen, das sich in der Nähe des Siegersbaches befindet. Die Anlage wird als „Turmhügel des Mittelalters“ unter der Aktennummer D-2-7238-0235 im Bayernatlas geführt.

## Beschreibung
Der kreisrunde Turmhügel liegt auf einer natürlichen Abplattung. Er hat einen Durchmesser von 14 Metern, ein umlaufender Ringgraben mit einer Tiefe von 0,4 und einer Breite von ca. 2 m ist noch erhalten. Für die Innenfläche bleibt eine Größe vom 10 m Durchmesser. Durch rezente Ablagerungen ist der Bestand der Grabenanlage gefährdet.

## Geschichte
Die Anlage befand sich in der Nähe einer Abzweigung der Altwegtrasse, die von Regensburg über Paring bis nach Landshut verlief. Sie ist auf die Herren von Giersdorf zurückzuführen, ein Ministerialengeschlecht, das dem Kloster Geisenfeld zugeordnet wird. Um 1143 erscheint ein „Geruch de Gibestorf“ in Traditionen des Klosters Rohr. Mitte des 12. Jahrhunderts erhält eine Frau mit Einverständnis des Gerung von Giersdorf für ihre Söhne das Ministerialenrecht von dem Kloster zugesprochen. Ein jüngerer Gerung von Giersdorf taucht ebenfalls als Zeuge 1160/80 in Klosterurkunden auf. 1166/68 wird ein Reginold von Giersdorf und 1180 noch ein Heinrich von Giersdorf genannt. Gerung von Giersdorf erscheint nochmals 1211, als er einige Censuale an das Kloster Geisenfeld übergibt. Vermutlich nach diesem letzten der Herren von Gierdorf wurde die Burg zugunsten der Burg am westlichen Dorfrand von Herrngiersdorf aufgegeben.